# Dugi Rat
Dugi Rat – wieś w Chorwacji, w żupanii splicko-dalmatyńskiej, w gminie Dugi Rat. W 2011 roku liczyła 3442 mieszkańców.